# 呂誨
呂誨（1014年—1071年），字獻可，北宋幽州安次（今河北廊坊西）人。曾任侍御史，贈通議大夫。
宰相呂端之孫，寓居開封，進士登第。宋仁宗時任侍御史、起居舍人，因仁宗體弱多病，請立太子。神宗繼位，官御史中丞。王安石初任參知政事，“时多谓得人”，唯呂誨極力反對，稱安石“雖有其名，然好執偏見，輕信則流，若可容置，諸宰輔天下必受其禍矣”。熙宁二年六月，吕诲再度上章弹劾王安石，连上《论王安石奸诈十事状》、《论王安石奸诈十事状第二状》，指斥其有十大奸邪，因反对王安石变法最激烈，出任邓州（今河南邓县）知府。
熙宁四年（1071）五月，呂誨因误信庸医病篤，臨死前司马光在永興軍，前往慰問，呂誨遺言“天下事尚可为，君实勉之！”。司马光撰其墓志铭。有子吕由庚。

## 延伸阅读
[在维基数据编辑]
 《宋史·卷321》，出自脱脱《宋史》